# مرز لبنان و سوریه

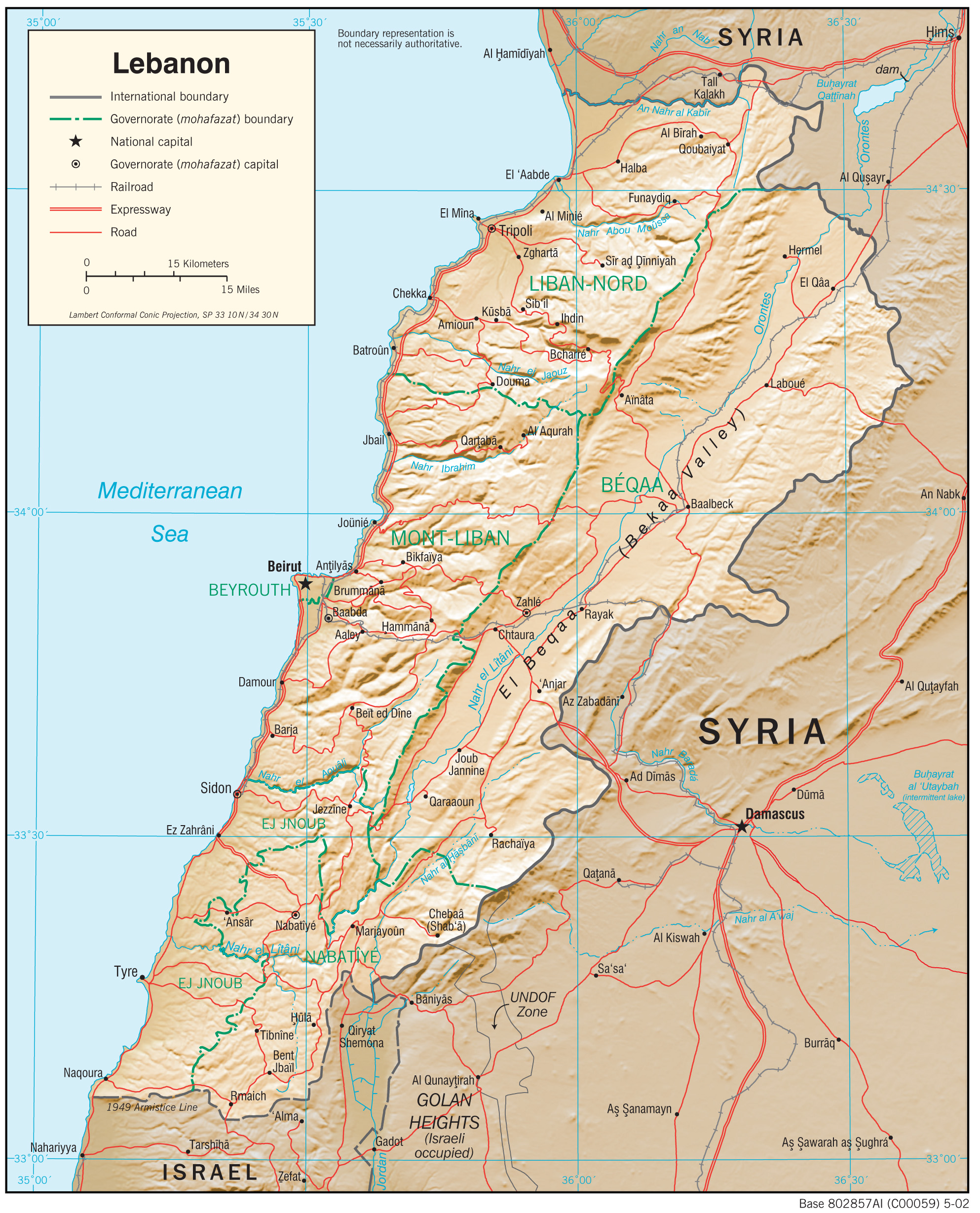
نقشه لبنان

مرز لبنان و سوریه، ۳۹۴ کیلومتر (۲۴۵ مایل) طول دارد و از سواحل دریای مدیترانه در شمال تا نقطه مرزی سه‌گانه با اسرائیل در جنوب، امتداد دارد.

## گذرگاه‌های مرزی
- گذرگاه مرزی آریدا
- گذرگاه مرزی جوسیه العمار–قاع[۲]
- گذرگاه مرزی مصنه در جاده بین دمشق و بیروت[۲][۳]
- گذرگاه مرزی دبوسیه[۴]
- گذرگاه مرزی تلکلخ[۵]
- گذرگاه مرزی زمرانی[۴]
- گذرگاه مرزی حمرا